# Родон
Вижте пояснителната страница за други значения на Родон.
Родон (на албански: Kepi i Rodonit) познат също като Скендербег (на албански: Kepi i Skenderbeut) е скалист нос с дължина 10 km на брега на Адриатическо море разположен северно от град Драч в областта Драч в Албания.
На носа е изградена едноименната крепост Родон, чието строителство е извършено по заповед на Скендербег в средата на XV век. Тук се намира и църквата Св. Антоний (на албански: Rrënojat e Kishës së Shën Ndojt), носеща името на светеца Антоний Велики. Тя е в римско-готически стил и датира от XII век като през XV век претърпява реконструкция. Сред изображенията ѝ може ясно да се види двуглав орел, както и жена конник, за която се предполага, че е една от сестрите на Скендербег - Мамика, която основава тук бенедиктински манастир, именно част от който в миналото е била църквата. От 1963 г. църквата е обявена за паметник на културата на Албания. Заради красивите околности и зашеметяващата гледка, която се открива от върха, това място се посещава от много туристи, както и от поклонници особено на 13 юни всяка година, когато е храмовият празник и денят, в който се чества Св. Антоний.
През последните години носът все повече привлича туристи, тук е обособен къмпинг, няколко нови вили за настаняване и плажен бар.

## Галерия
- Крепостта Родон
- Църквата Св. Антоний
- Вътрешността на църквата
- Двуглавият орел в църквата